# 루마니아 사회당
루마니아 사회당(루마니아어: Partidul Socialist Român, PSR)은 2003년에 세워진 루마니아의 마르크스주의 정당이다. 이 정당의 원래 이름은 사회통일당(루마니아어: Partidul Alianța Socialistă, PAS)이었는데 이 정당의 발기인들이 2014년에 현재의 당명으로 변경한 것이다.
이 정당은 루마니아 공산당의 후계자임을 표방하는 정당들 중 하나이며, 2010년 7월부터 당명을 루마니아 공산당(루마니아어: Partidul Comunist Român, PCR)으로 변경하기 위해 노력하고 있다.

## 이념
루마니아 사회당은 루마니아 공산당의 후신임을 자처하는 정당이며, 마르크스주의 강령을 가지고 있다. 그러나 이 정당은 루마니아 공산당과는 달리 사회보수주의적 가치를 내세우지 않으며 마르크스주의적 여성주의에 우호적인 견해를 가지고 있다.
루마니아 사회당은 종종 니콜라에 차우셰스쿠에 동정적이며 루마니아 국민주의에 우호적인 정당으로 인식된다.